# Joanna Ampil
Joanna Ampil (nacida el 1 de junio de 1975 en Manila), es una cantante y actriz de teatro musical filipina.
Ampil ha actuado en varios musicales del West End, incluyendo en la Avenida Q, de Miss Saigón, y en la obra Jesucristo Superstar. Ella desempeñó su personaje de Fantine en Les Misérables en Londres hasta el 21 de junio de 2008.

## Shows
- Miss Saigón - Kim (1993-1995)[1]
- Jesus Christ Superstar - Mary Magdalene (1996-1998)[1]
- Les Misérables - Éponine (2000-2001)[1]
- Miss Saigón* - Kim (2001-2002)[1]
- Les Misérables - Fantine (2003-2005)[1]
- Hair - Shelia Franklin (2005)[1]
- Rent* - Mimi (2006)
- Les Misérables - Fantine (2007-2008)[1]
- West Side Story - Maria (2008)
- Avenue Q - Christmas Eve (2008-2009)
- One True Love - The Last Time I Felt Like This (2008)

* shows that toured

## Discografía

### Álbum de Estudio
- Trate de amor (2010, Sony Music)

## Singles
- El atrapados entre Adiós y I Love You Palabras
- Get In The Way
- Solo vivo para amarte
- Sa Iyo Maghihintay